# Miratejo

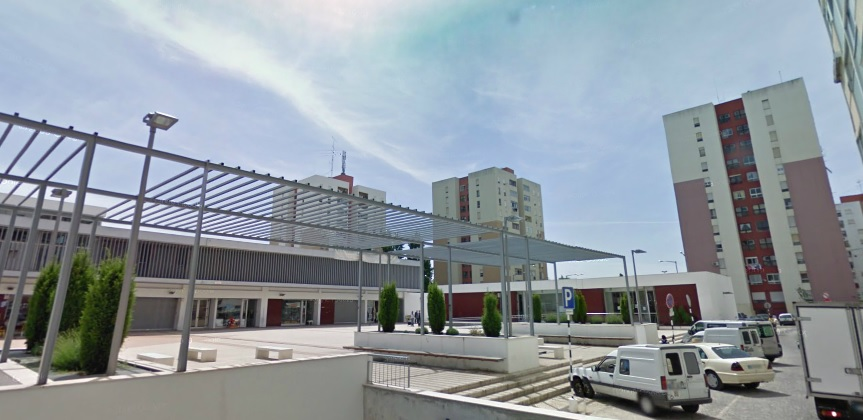
A Praça Municipal do Miratejo.

Miratejo é uma localidade da freguesia de Corroios, Município do Seixal, pertencente à Área Metropolitana de Lisboa.
Miratejo está situado no extremo poente do município do Seixal na parte norte da vila de Corroios, junto ao Laranjeiro, a um braço do Estuário do Tejo e ao extremo leste do Alfeite (Base Naval de Lisboa). Miratejo encontra-se dividido em três zonas: uma área urbana constituída por empreendimentos, outra situada junto do parque José Afonso com moradias isoladas, e uma área de reserva ecológica nacional denominada de Ponta dos Corvos.

## História
A área que hoje corresponde à vila de Corroios fora, desde pelo menos o século XVIII, uma zona rural dividida em inúmeras propriedades agrícolas. A zona designada de Miratejo era, na altura, preenchida pela Quinta da Varejeira, Quinta do Rouxinol, Quinta da Bomba e Quinta do Brasileiro.
Em 1967, no âmbito do grande crescimento dos subúrbios de Lisboa, a Realimo projecta uma nova cidade na margem sul designada por "Miratejo Cidade Panorama", aprovado pelo Alvará de Licença de Loteamento nº 13 de 22 de Dezembro de 1967, começando de imediato as obras de construção. Era sem dúvida um projecto urbanístico de grande envergadura, para a época, que implicava a deslocação quotidiana de dez mil pessoas para a capital — respondendo deste modo à dupla necessidade de trabalhar na cidade e viver numa zona calma, perto da Capital. A sua situação geográfica, junto ao Laranjeiro, Almada e a 3 quilómetros de Cacilhas, permitia uma rápida ligação a Lisboa (Auto-Estrada do Sul, Ponte 25 de Abril e Cacilheiros).
O primeiro bloco habitacional (junto da Alameda 25 de Abril, a principal avenida de Miratejo) foi concluído em Novembro de 1969. Na década de 1980, ergueram-se as urbanizações próximas da zona ribeirinha da Quinta da Bomba, juntamente com o Mercado do Miratejo e a praça central.
A construção de Miratejo contribuiu amplamente para a explosão demográfica da década de 1970 na região, contando a localidade com 15000 habitantes em 1998, trinta anos após a sua construção — uma das localidades mais densamente habitadas da freguesia de Corroios.

## Património e Natureza
O Miratejo, tendo em conta a sua dimensão, é rico em património em diferentes vertentes. O destaque vai, naturalmente, para a natureza e ambiente uma vez integra o ecomuseu do Moinho da Maré, sendo o cartão de visita de toda a freguesia de Corroios e a Ponta dos Corvos.
O ecomuseu do Moinho de Maré, situado na Quinta do Rouxinol, é um imóvel de interesse público que tem uma exposição permanente denominada "600 anos de Moagem no Moinho da Maré".
A Ponta dos Corvos é uma península de reserva ecológica nacional, local de nidificação de várias aves e conguegra uma extensão de árvores autócnes, tem ainda uma praia fluvial que apresenta um cenário de fundo composto pela estuário do rio Tejo, os concelhos do Seixal, Barreiro, Almada e Lisboa e ainda as pontes 25 de Abril e Vasco da Gama. Está previsto e aprovado a nivel camarário a construção de um Eco-resort, nesta localização única.
O maior espaço verde em Miratejo é em homenagem ao cantor e poeta de intervenção José Afonso mais conhecido por Zeca Afonso. Este espaço conta com um parque infantil e alguns bancos para as pessoas descansarem, e com imenso espaço para muitas práticas de lazer.
Encontra-se atualmente em construção o parque urbano do Miratejo, perto do ecomuseu, constituindo assim mais um local de passeio em contacto com a natureza, ideal para merendas e atividades em família.

## Educação
Possuiu uma escola secundária, entretanto encerrada em 2007, (Escola Secundária Moinho de Maré),uma escola básica do 2º e 3º ciclo, a EB 2,3 de Corroios e três escolas do 1º ciclo, a EB1/JI de Miratejo (ex-Escola Primária nº1 de Miratejo), a EB1 José Afonso (ex-Escola Primária nº2 de Miratejo) e a EB1 D. Nuno Álvares Pereira (ex-Escola Primária nº 5 de Corroios), possui também inúmeras creches e infantários particulares.

## Comércio e Serviços
A praça municipal de Miratejo dispõe de vários comércios nas suas lojas à superfície com destaque para a barbearia, restaurante, talho, cafetaria e padaria. No piso inferior encontra-se um supermercado com peixaria. Neste piso encontra-se um parque subterrâneo para veículos ligeiros.
Existe também um centro comercial neste momento com lojas na sua maioria fechadas e à espera de investidor, contudo encontra-se aberto com algum comércio ativo. Possui ainda uma sala de cinema e um banco. Junto do centro comercial existe outro supermercado.
Além das pastelarias, tipo de comércio bastante comum na localidade, os residentes têm ainda ao seu dispôr uma terceira zona de lojas bastante activa perto da conhecida árvore de borracha. Esta pequena área conta com um talho, duas cafetarias, uma loja de fotografias, uma farmácia e uma papelaria. É nesta zona que se encontra a entrada do CASM.
O Miratejo é servido por duas companhias de transporte público. A SulFertagus cujo principal intuito é ligar a localidade à estação ferroviária de Corroios e a TST como meio comum de transporte público ligando o Miratejo a várias áreas da AML como por exemplo: Cacilhas, Costa da Caparica, Corroios e Praça de Espanha.
Na área de segurança, o Miratejo perdeu o seu posto de GNR sendo atualmente patrulhado pela PSP da esquadra de Santa Marta do Pinhal que dista cerca de 3km.
O serviço de socorro é prestado pela Associação Humanitária de Bombeiros Mistos do Seixal que tem um destacamento permanente no Miratejo.
O desporto tem também um lugar de destaque na localidade, para tal conta com um clube de ténis, e um clube recreativo e desportivo.

## Associações e Colectividades
No edifício do Mercado Municipal de Miratejo, e no largo exterior ao mesmo, existem periodicamente várias actividades maioritariamente para jovens. Sendo na maioria as precursoras destes projectos, que são Associações residentes em Miratejo e Corroios, e de forma geral do Concelho do Seixal. Neste edifício funciona também a Oficina da Juventude, um local onde se pode visitar as mais diversas actividades como exposições, Workshops, colóquios e utilizar o espaço de forma didáctica.
CRDM (Clube Recreativo e Desportivo de Miratejo):
Conhecido nas modalidades de futsal(masculino e feminino),ginástica rítmica e judô, embora tenha mais desportos ao dispor da população como danças de salão, danças de jazz, karaté, xadrez, ioga, ténis de mesa, taekwondo, atletismo e desportos praticados no rio como caiaque.
CASM (Centro de Actividades Sociais de Miratejo):
Identidade fundada no ano de 1981, tem vindo a desenvolver vários serviços no contexto social da população no âmbito de actividades culturais, desportivas, de formação e administrativas.

Associação para a Divulgação Cultural e Cientifica Rato - ADCC
Grupo Flamingo

## Cultura
Miratejo é conhecido como o local de eleição da junta de freguesia de Corroios para promoção de eventos musicais e artísticos.
O grupo de hip-hop Black Company que tem como membros Gutto, Bambino e Makkas é oriundo do Miratejo. O grupo formou-se em 1988, mas só em 1994 com o lançamento da sua primeira colectânea onde participaram outros artistas como Boss Ac entre outros. O sucesso foialcançado com o tema "Não Sabe Nadar", que foi o hino do Verão de 1994.
Em 1998 lançaram o segundo disco, Filhos da Rua, os temas que mais destacaram foi a versão rap do tema de Rui Veloso Chico Fininho e a Intro.
Depois disso, estiveram separados, o Gutto lançou a sua carreira a solo com os discos, Private Show, Chokolate e Corpo e Alma.
Em 2008, juntaram-se e lançaram o disco mais recente, Fora de Série, o single de apresentação conta com a participação de Adelaide Ferreira, Só Malucos, outra música conhecida é a Passa o Mic.
Outro grande grupo e colectivo originário e fundado no Miratejo e nacionalmente conhecido no panorama underground do hip hop é Mira Squad que é um colectivo de várias bandas e grupos de Miratejo e arredores. Mira Squad foi fundado em 1996 depois da dissolução de Rebel Gang antiga banda da qual eram membros Pump, Klick Klau, Cocas e F-dido que não se quiseram separar após a banda ter acabado ficando a trabalhar Pump & Klick Klau a dois por algum tempo até terem se juntado a PauLA e formado os 3 Ilegais nome inventado por F-dido na mesma altura sendo que este emigrou mais tarde e ficou fora vários anos mas manteve o contacto com a banda. Dos 3 Ilegais nasceu Mira SquAD nome criado por Pump para baptizar o colectivo de Mc's que na altura eram quase todos do Miratejo com membros da velha guarda e com alguns membros honorários de outros bairros da Grande Lisboa que paravam e representavam as ruas de Miratejo nos finais dos anos 90 sendo membros integrantes de varias bandas entre elas THC(ex. Ghetto Bastards), 3Ilegais, Swimmers, Cães de Baixo, Raia Moc entre outros. Foram sendo recrutados mais membros ao longo dos anos e alguns também saíram por causas variadas. Os principais produtores de Beats do M$quAD foram Jhaid e Bambs e nos ultimos anos Brain Laden e Beatoven começaram a produzir também para o grupo.
O palco do CRDM nos anos 80/90 foi também acolhedor de grandes noites de heavy metal recebendo bandas como Tropa de Choque, banda originária de Almada, Casablanca(banda oriunda da Amadora).
Existem outras bandas no panorama metal vindas de Miratejo como Bloodshed, os Funeral Party (F.P.),Drakkar, Militrium, Eyes On The Sinner e também num segmento rock e hip hop respectivamente Sirius e Cronic. Dos Sírius nasce um baterista para a música nacional, de seu nome, Ivan Cristiano, que se juntou aos UHF desde 1999 até então.
O Hip Hop português nasceu nas ruas de Miratejo com o grupo musical "Black Company". Mais tarde apareceram vários outros grupos, destacando-se num mundo musical. Um grupo cristão conhecido como "Atalaia" e o mais recente grupo criado "D'Flow". Também possui artistas conceituados no panorama musical. Os jovens encontram a sua união em campos de futebol, jardins e certos jovens encontram a sua felicidade e paz na igreja católica da Sagrada Familia.
O célebre baterista João Rasco é também proveniente desta localidade, bem como o artista plástico Pé Leve, o músico António Prata, violinista da Ronda dos Quatro Caminhos e a cantora Micaela.
O realizador Luís Alves é o conceituado e premiado elemento do cinema português com filmes como Branco (filme realizado integralmente no Miratejo) no seu espólio cinematográfico. 
São imensos os talentos com origem em Miratejo a todos os níveis sociais e profissionais, como por exemplo no desporto, cozinha, Desenhistas, Pregadores, que têm potencialidade de ser em breve artistas de renome. No desporto destaca-se, Emanuel Magalhaes mais conhecido como "BiBi" atleta que representou o SCP em Futsal e a Selecao Nacional, Arnaldo Silva vencedor de inúmeros títulos nacionais e internacionais em Kick-Boxing, o jovem Ricardo Lagna, que em tão pouco tempo já corre com atletas Olimpicos; Na Cozinha o Jovem Rafael Gomes que se destaca por estar a ser integrado no ramo do Turismo, com qualidade, esforço e dedicação por esta arte; Desenhistas  como o jovem Guilherme Mendonça , que actualmente tem obras no museu de arte moderna, pregadores do evangelho de Deus, como o simpático Pastor Mário Pina.